# 宿白
宿白（1922年8月3日—2018年2月1日），字季庚，男，汉族，奉天（今辽宁）沈阳人，中华人民共和国考古学家，北京大学考古文博学院资深教授、博士生导师，北京大学考古系首任系主任。宿白长年从事历史考古学的教学研究，在宗教考古、建筑考古、印刷考古和版本学等领域均有很高学术水平，尤其精通汉唐考古、宋元考古和佛教考古，被誉为中国考古学泰斗、中国佛教考古的开创者。

## 生平

### 求学
宿白1922年8月3日生于沈阳。1928年，宿白开始读小学。九一八事变发生时，他正在读小学四年级。中学时代，他对中国地理、历史产生兴趣，原因与当时的东北教育有关。日本在满洲国推行的教育体系中，历史、地理课只介绍东北，并不介绍中国的历史和地理，宿白因此对中国的历史、地理产生了好奇心。1939年，宿白考上了日本人扶植的中華民國臨時政府开办的北京大学。次年，他进入北京大学历史学系就读。当时宿白并不了解“沦陷区”与“后方”的区别，认为可以在大学里学历史很满意，所以没有到后方去。虽然战事纷扰，但是当时的北京大学仍有一些名师。太平洋战争爆发之后，燕京大学关门，燕大的一些名师也来到北大教书。1941年，宿白利用假期与同学前往山西大同，参观了云冈石窟，云冈大佛给他留下了深刻的印象，他后来对石窟寺的研究就从云冈石窟开始。
1944年，宿白本科毕业，留在北京大学文科研究所考古组工作，从此走上考古学之路。1945年，中国抗日战争胜利。不久，西南联大结束，北京大学复员，汪精卫政权的北京大学解散，宿白的去处没有着落。冯承钧询问宿白愿不愿意去北京大学图书馆工作，宿白回答说愿意，冯承钧随后写信把宿白推荐给当时兼任北京大学图书馆馆长的毛子水，宿白在1946年进入北京大学图书馆工作。不久北京大学恢复文科研究所，担任考古组主任的向达需要人手，向冯承钧询问，冯承钧再次推荐了宿白。当时宿白已经在北京大学图书馆工作了一段时间，毛子水与向达商量之后，决定宿白上午在文科研究所考古组工作，下午去北京大学图书馆工作。1946年，宿白在文科研究所古器物整理室任助教。工作之余，宿白1947年开始在文科研究所兼读考古研究生，1948年研究生肄业。
在文科研究所期间，他到历史系听冯承钧讲授中西交通、南海交通和中亚民族，还听中文系孙作云讲中国古代神话，听中文系容庚教授卜辞研究、金石学、钟鼎文，在哲学系听汤用彤开设的佛教史、魏晋玄学课程。此外，宿白还学了版本目录学。研究生阶段修读的课程影响了宿白后来的职业选择，中文、哲学系的课程对他将来的研究有不少帮助。

### 任教

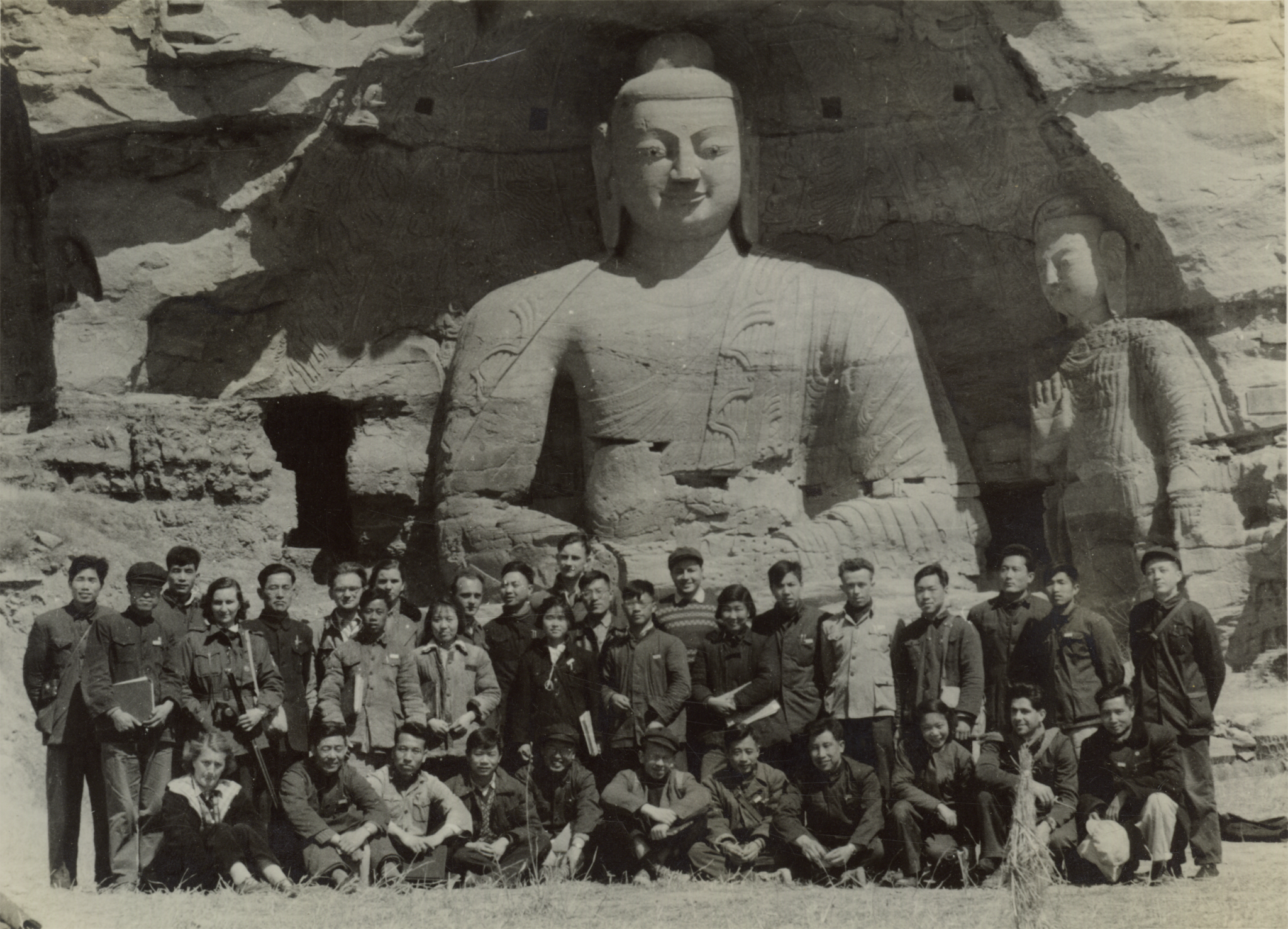
1955年，宿白带领北京大学历史系考古专业1952级在云冈石窟实习，前排左五为宿白

宿白1944年本科毕业后留北京大学文科研究所考古组工作。1946年，北京大学在北平复员后，他在北京大学图书馆、北京大学文科研究所考古组两处工作，任文科研究所古器物整理室助教。1950年，宿白升任文科研究所考古学研究室讲师。1950年至1954年间，宿白兼任北京大学图书馆善本编目员，此后不再在北京大学图书馆工作。院系调整之前，文科研究所考古组只有两至三人。1952年11月，由于院系调整，北京大学取消文科研究所，古器物整理室划入历史系，历史系新设考古专业，宿白由古器物整理室改属历史系考古专业。1956年，他升为副教授，同年起担任历史系考古教研室副主任。
北京大学历史系开设考古专业之后至文化大革命之前，他与郭宝钧、苏秉琦一起合开中国历史考古课程，一人讲授隋唐考古课，与阎文儒一起承担中国美术史课，与夏鼐、吕遵谔、安志敏、邹衡、苏秉琦合开考古学通论课。他还在中央民族学院与吕遵谔、邹衡一起讲授考古学通论。此外，他也带领学生实习。50年代，他参加了考古工作人员训练班的教学与管理。
1966年7月下旬，北京大学历史系“又揪出18个牛鬼蛇神”，宿白名列其中，从此经常被批斗。同年9月，他前往昌平县太平庄劳动。他未曾参加过任何组织，问题不算严重，冲击不是特别大。他的书都被查封，但这些藏书也因查封而得以在文化大革命中幸存。由于文化大革命，宿白的教学和研究都中断了。1972年，他参加了故宫博物院文化大革命期间出土文物展览的筹备工作。之后几年，文化大革命仍未结束，他获准到法国、日本参观博物馆，访问伊朗，编写讲义，开课教书。
文化大革命结束后，北京大学教学秩序得以恢复。宿白主讲隋唐考古和古代建筑课程。1979年5月，宿白晋升为教授。1982年春天，宿白前往美国，在加州大学洛杉矶分校美术史系做了7个月的客座教授，讲授《中国佛教考古》。1983年7月11日，北京大学决定以历史系考古专业为基础成立考古系，宿白成为考古系首任系主任。1986年，他与严文明一起新开中国考古学课程。自1962年至2002年，宿白共计指导了25名硕士、博士研究生。徐苹芳、马世长、樊锦诗、杭侃、张忠培、安家瑶等考古学家都是他的学生。1957年至1990年，他一直负责主持考古专业（后来的考古系）学生的石窟寺实习，带领并指导学生测绘、记录、研究了云冈石窟、响堂山石窟、敦煌石窟、龙门石窟、须弥山石窟、克孜尔石窟和栖霞山石窟等石窟寺，指导学生对西安、洛阳、武汉的隋唐墓葬群资料进行整理，指导学生研究唐宋城市遗址与宋元瓷窑遗址。1992年，宿白退休，但他仍然继续为研究生讲授课程、带领学生田野实习。2001年，年近八旬的宿白新开了一门汉唐宋元考古课，主讲张彦远《历代名画记》。2004年，宿白因身体原因不再授课。
1983年，中华人民共和国文化部聘请宿白为国家文物委员会委员。1984年，宿白由北京大学考古系推荐为北京大学学术委员会委员。宿白担任了北京大学考古系第一至第四届学术委员会、学位评定委员会、学科评议组主任。国务院学位委员会聘请宿白担任第二届、第三届历史学学科评议组成员。中国考古学会成立后，宿白任第一届、第二届常务理事，第三届理事会常务理事、副理事长，第四至第六届名誉理事长。
据报道，宿白“对学生的要求严格是出了名的”。宿白指导的1979级硕士、后来成为考古学家的安家瑶回忆，跟随老师宿白到石窟寺调查时，宿白要求学生每天画图、记录，亲自批改学生的记录，连写字不端正都要指出。2006年，已在敦煌工作四十多年的樊锦诗将多年写就的敦煌石窟考古报告第一卷初稿递给老师宿白审阅，宿白对初稿并不满意，樊锦诗数次修改后才得到宿白肯定，此书在2011年得以出版。安家瑶回忆，宿白“就像一个家长”，不仅指导学生做学术，也要求学生日常生活遵守规范，他自己也身体力行。宿白带领学生在外实习，一向同学生一起打饭，不开小灶。有人提议请考古队吃饭，宿白也极少答应，因为他认为考古不是请客吃饭拉关系。宿白严格遵守发掘地的规定，曾有一位日本留学生跟随宿白到敦煌实习，当时研究所的食堂和宿舍不向外国人开放，留学生只好住在敦煌县城，吃饭在外解决，宿白本可以通过自己的影响力为学生开特例，但是他认为应该遵守规定。杭侃回忆，生活中的宿白是一位非常谦和的人。
宿白弟子、原故宫博物院院长张忠培评价宿白是“一个百科全书式的人物”、“中国大学考古学科教育的开山鼻祖”、“中国考古学的杰出教育家”，认为宿白是北京大学考古专业的主要创办人，参与考古工作人员训练班的教学与管理，20世纪50年代起中国从事考古、文物、博物馆、大学考古教学的绝大多数专业人员均是宿白直接或间接的学生。
2018年2月1日上午，宿白弟子、北京大学考古文博学院院长杭侃在微信朋友圈公告称，宿白在当日早晨6时5分病逝于北京大学第三医院，享年96岁。

### 研究
宿白1950年开始田野考察和发掘。1951年至1952年，宿白赴河南省禹县白沙镇参加拟建水库库区遗址墓葬发掘，宿白主持了三座宋墓的发掘。1954年，他一人完成了发掘报告《白沙宋墓》的撰写，此书1957年出版。白沙宋墓为北宋末年的墓葬，墓主人是赵大翁及其家人。白沙宋墓采用了当时流行中国北方、中原地区的仿木建筑砖雕壁画墓形式，而且是这类墓葬中保存最完好、结构最复杂、内容最丰富的墓葬。虽无先例可循，但《白沙宋墓》严格地区分了报告主题与著者研究，在报告正文之外把著者的研究与考证作为注释加入书中。这些注释经受了此后数十年考古新材料的检验，注释中的考证绝大部分是正确的。注释中的考证还开了唐宋堪舆术研究的先河。徐苹芳认为《白沙宋墓》体现了宿白的治学风格，结合了微观与宏观，也结合了实物与文献。
宿白被誉为中国佛教考古的开创者。他对佛教考古的研究始于云冈石窟。1947年，宿白在北京大学图书馆整理善本书籍时，在缪荃孙抄《永乐大典》残本发现了当时不为人知的文献、《顺天府志》引自元末《析津志》的《大金西京武州山重修大石窟寺碑》。利用文献和考古研究成果，宿白提出了云冈石窟分期的新观点，先后在《北京大学学报·人文科学》《考古学报》上发表文章。此前日本学者在20世纪20年代就开始研究云冈石窟，京都大学学者水野清一、长广敏雄在1938至1945年间完成了16卷32册的《云冈石窟——公元五世纪中国北部佛教石窟寺院的考古学调查报告》，代表了日本学者研究云冈石窟的最高水平。宿白的新观点，对水野清一、长广敏雄之前的分期结论提出了挑战。长广敏雄于1980年至1981年间多次发表文章反驳，宿白也撰文回应。1990年长广敏雄在撰写《中国石窟》时，在书中注释里承认宿白对于分期的观点在文献学上是准确、符合逻辑的。从云冈石窟开始，宿白测绘、记录、研究了中国境内的主要石窟寺，还研究了佛寺和佛塔，著有《敦煌七讲》《中国石窟寺研究》《藏传佛教寺院考古》等佛教考古专著。
1959年，宿白作为文化部西藏文物调查工作组主要成员之一进藏考察。这年6月至11月间，宿白一行自藏北入藏，行经藏北、拉萨、山南、日喀则等地，遍及西藏大部，行程几万里，历时近半年。中国人民解放军提供专车和寺庙钥匙，带工作组到想要考察的佛寺考察，效率很高。工作组人手一部照相机，调查中除拍照之外，宿白还记了笔记、日记，绘制了大量建筑的平面图和立面的草图。1988年，西藏文物管理委员会邀请宿白再次访问西藏，宿白从而第二次入藏考察。十几天的行程中，宿白发现上次进藏时考察的很多建筑已经毁于文化大革命。痛心之余，他决定把两次入藏考察的资料进行整理，进行考古学研究。为了完成这项工作，宿白年近古稀时查阅、参考大量汉文、藏文、外文资料，历时八年，在1996年完成30万字的《藏传佛教寺院考古》。书中，宿白对54处藏传佛教寺院的89座建筑进行了考古学研究，提出了藏传佛教寺院五期六段的分期观点，阐述了各期演变的社会意义。书中的草图、照片为重修西藏佛寺提供了珍贵的资料。书中还包含了明末之前甘肃、青海、内蒙古三地和元代大都、杭州两地藏传佛教遗址的资料。此书被誉为西藏历史考古学的奠基之作。
在魏晋南北朝隋唐墓葬研究方面，宿白用类型学方法全面研究了其分类分区，为这一时代葬制、社会等级、社会生活演变的研究奠定了基础。
宿白结合文献系统研究了魏晋南北朝隋唐城址布局及类型，系统地论述了魏晋南北朝、隋唐都城格局的演化发展。
宿白还研究了传统的唐宋雕版印刷，领域涵盖古籍版本和雕版印刷手工业，论文收入《唐宋时期的雕版印刷》一书。
宿白曾在1950年参加中央人民政府文化部组织的雁北文物勘察团、东北考古发掘团。主持发掘白沙宋墓的1951年，他还参加调查了敦煌石窟。1958年，宿白主持了河北邯郸涧沟、齐村龙山商周遗址的发掘工作。他出版的专著还有《丝绸之路—汉唐织物》《中国考古学之五：三国—宋元考古》等。他主编了《中国大百科全书》（考古学卷）魏晋至宋元明部分及《中国石窟·克孜尔石窟》。他发表中文、英文、日文论文超过百篇。

## 荣誉
2013年，宿白教授获得北京大学第三届蔡元培奖。2016年，宿白获首届中国考古学会终身成就奖。
宿白的著作《中国石窟寺研究》获评首届国家社会科学基金项目优秀成果一等奖，且是获奖成果中唯一的个人专著。该书还获得了北京市第五届哲学社会科学优秀成果特等奖、岛田著作奖。他的专著《唐宋时期的雕版印刷》获颁第五届国家图书奖、第三届全国古籍整理图书一等奖。《藏传佛教寺院考古》摘得北京市第六届哲学社会科学优秀成果一等奖。

## 其他
2009年，宿白得知云南德钦古水水电站即将开工，因此可能会淹没西藏芒康盐井盐田，他随即向时任国家文物局局长单霁翔写信，希望保护芒康盐井盐田，并在信中给出了可行性建议。单霁翔后来亲自带领工作组实地考察，并征求当地文物工作者和藏地居民意见，最终将芒康盐井盐田列入保护计划，使其得以保全。
2010年，宿白将自己的所有藏书捐赠予北京大学图书馆，北京大学为此设立宿白赠书室。宿白藏书主要是文史、考古书籍，包括线装古籍和拓片等珍贵文献，总数超过11,600余册。之前，宿白位于蓝旗营小区四室两厅的居所中，书房占了三间。